# Castell De Sant Marçal
Castell De Sant Marçal är ett slott i Spanien.   Det ligger i provinsen Província de Barcelona och regionen Katalonien, i den östra delen av landet, 500 km öster om huvudstaden Madrid. Castell De Sant Marçal ligger 136 meter över havet.
Terrängen runt Castell De Sant Marçal är platt åt nordväst, men åt sydost är den kuperad. Terrängen runt Castell De Sant Marçal sluttar österut.Runt Castell De Sant Marçal är det mycket tätbefolkat, med 10 000 invånare per kvadratkilometer. Närmaste större samhälle är Barcelona, 12,1 km söder om Castell De Sant Marçal. I omgivningarna runt Castell De Sant Marçal växer i huvudsak barrskog.